# Зайед Сити
Зайед Сити (араб. مَدِيْنَة زَايِد‎, англ. Zayed City) — район Абу-Даби между районом Мохаммед бин Зайед Сити и международным аэропортом Абу-Даби. Общая стоимость проектов застройки района оценивается в 40 миллиардов долларов.
Район продолжает застраиваться, и планируемая численность населения должна составить 370 000 жителей.
Планируется, что все дипломатические миссии в ОАЭ и федеральное правительство ОАЭ переедет в новый район после завершения строительства.